# Włosień (dopływ Regi)
Włosień – struga, prawobrzeżny dopływ Regi o długości 5,73 km i powierzchni zlewni 10,63 km².
Struga płynie na Wysoczyźnie Łobeskiej, w województwie zachodniopomorskim, w gminie Świdwin. Jej źródła położone są na południowy wschód od wsi Bierzwnicy. Płynie początkowo w kierunku południowo-zachodnim, a następnie, zmieniając kierunek na północno-zachodni, biegnie równolegle do Regi. Uchodzi do niej na zachód od Bierzwnicy.
Nazwę Włosień wprowadzono urzędowo w 1950 roku, zastępując poprzednią niemiecką nazwę strugi – Splittbach.